# Cristóbal Errázuriz
Cristóbal Errázuriz Cox (Cali, 22 de febrero de 1958) es un actor de cine, teatro y televisión colombiano. Es reconocido por interpretar varias producciones nacionales, entre las que destacan Café con aroma de mujer, Mascarada y La mujer del presidente.

## Filmografía

### Televisión
- En la boca del lobo  (2015) — Guillermo Palomino
- Amor de Carnaval  (2012) — Joe Danovitch
- El laberinto  (2011)
- Los caballeros las prefieren brutas (2010) — Sergio Cadena
- Rosario Tijeras  (2010) — Camilo Echegray
- El penúltimo beso  (2009) — Benigno Cancelado
- Mujeres asesinas  (2008)
- Tiempo final  (2007) — Castillo
- Sin tetas no hay paraíso  (2006) — Cardona
- Por amor a Gloria  (2005) — Silvio Marin
- Sin límites  (1998)
- La mujer del presidente  (1997) — Villanueva
- Mascarada  (1996)
- Café, con aroma de mujer  (1994)[3] — Iván Vallejo Sáenz
- La casa de las dos palmas  (1991) — José Aníbal Gómez
- Azúcar  (1989) _ Timoleón Restrepo
- El divino  (1987) — Bill

## Cine
- Malos días (2015) — El turco

## Premios y nominaciones

### Premios TvyNovelas
| Año  | Categoría                            | Telenovela o serie       | Resultado |
| ---- | ------------------------------------ | ------------------------ | --------- |
| 2013 | Mejor actor antagónico de telenovela | Amor de Carnaval         | Nominado  |
| 1995 | Mejor actor de reparto               | Café, con aroma de mujer | Ganador   |

### Otros premios
ACCA de Miami (Asociación de Críticos y Comentaristas) a Mejor Villano de Telenovela por: Café, con aroma de mujer